# Großer Preis von Argentinien 1958
Der Große Preis von Argentinien 1958 (offiziell VI Gran Premio de la Republica Argentina) fand am 19. Januar auf dem Autódromo Municipal Ciudad de Buenos Aires in Buenos Aires statt und war das erste Rennen der Automobil-Weltmeisterschaft 1958.

## Bericht

### Hintergrund

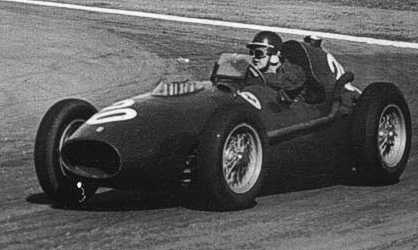
Mike Hawthorn im Dino 246F1 beim Großen Preis von Argentinien 1958

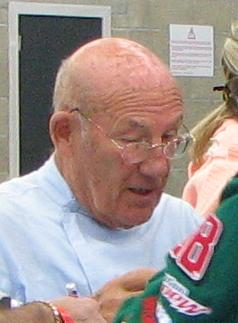
Stirling Moss – erster Sieger mit einem Mittelmotorwagen (Cooper T43), 2008

Der Saisonauftakt der Automobil-Weltmeisterschaft 1958 war wie in den Vorjahren der Große Preis von Argentinien, der erneut früh im Jahr stattfand. Aus diesem Grund hatten viele Teams, unter ihnen Vanwall und B.R.M. den neuen Wagen noch nicht fertig und blieben dem Grand Prix fern. Das Fahrerfeld bestand nur aus zehn Fahrern und lediglich Ferrari brachte einen neuen Wagen an den Start, den Ferrari Dino 246F1. Der Wagen wurde bereits in der vorherigen Saison entwickelt und kam nun das erste Mal zum Einsatz. Der Wagen löste den Ferrari 801 ab, der einer der konkurrenzfähigsten Wagen 1957 war, jedoch keinen Sieg erzielte. Ferrari setzte im Dino 246 erstmals einen V6-Motor ein, behielt die für die Zeit typische und erfolgreiche Frontmotor-Konstruktion jedoch bei. Der Wagen wurde bis 1960 eingesetzt und bildete die Grundlage für den Ferrari Dino 246P, Ferraris ersten Mittelmotor-Wagen. Für Ferrari fuhren die Stammfahrer des Vorjahres, Luigi Musso, Peter Collins und Mike Hawthorn.
Da Maserati am Ende der Automobil-Weltmeisterschaft 1957 die Formel 1 aus finanziellen Gründen verlassen hatte, war Ferrari das einzige anwesende Werksteam. Der Rest des Fahrerfeldes bestand aus Teams, die private Wagen einsetzten. Der amtierende Vizeweltmeister Stirling Moss fuhr für das Rob Walker Racing Team in einem Cooper T43, Rekordweltmeister Juan Manuel Fangio trat für die Scuderia Sud Americana zusammen mit Landsmann Carlos Menditéguy in privaten Maserati 250F an. Außerdem starteten mit Harry Schell, Jean Behra und Paco Godia weitere ehemalige Maserati-Fahrer mit diesen Wagen. Der Große Preis von Argentinien 1958 hatte somit mit nur zehn gemeldeten Fahrzeugen das kleinste Starterfeld der Formel-1-Geschichte.
Die Formel-1-Saison 1958 brachte einige Regeländerungen mit. Die Teams wurden verpflichtet kommerziellen Treibstoff für ihre Wagen zu verwenden, statt der herkömmlichen auf Alkohol basierenden Mischungen. Diese waren meist sehr umweltschädlich und gefährlich und wurden deshalb verboten. Außerdem wurden bei Fahrerwechsel keine Punkte mehr vergeben, um diese Praxis einzudämmen. Tatsächlich wurden Fahrerwechsel im Rennen seltener, fanden aber bis zum Großen Preis der USA 1964 Verwendung, da man in bestimmten Situationen durch einen Fahrerwechsel im Rennen der Konkurrenz Punkteplatzierungen wegnehmen konnte.
Fangio bestritt seinen 50. Grand Prix.
Neben den Fahrerwertung gab es erstmals eine Konstrukteurswertung. Für diese Wertung zählten jeweils die Punkte des bestplatzierten Fahrers pro Rennen. Außerdem wurde die Mindestrenndistanz auf zwei Stunden und 300 Kilometer Gesamtdistanz herabgesetzt.
Den Großen Preis von Argentinien gewann Fangio in den Jahren zuvor viermal, Ferrari war zweimal erfolgreich.

### Training
Das Training zum Großen Preis von Argentinien 1958 war ein Kampf zwischen den Ferrari und den privaten Maserati, den Fangio ein letztes Mal für sich entschied. Fangio erreichte somit seine 29. und letzte Pole-Position, ein Rekord, der erst in der Automobil-Weltmeisterschaft 1967 von Jim Clark gebrochen wurde. Neben Fangio qualifizierten sich die Ferrari-Fahrer Hawthorn und Collins sowie Behra auf Maserati für die erste Startreihe. Dies war die letzte Pole-Position, die in einem Maserati 250F erreicht wurde, obwohl der Wagen noch von diversen Teams einige Jahre benutzt wurde.
Für die zweite Startreihe qualifizierte sich Musso im dritten Ferrari auf Position fünf, vor Fangios Teamkollegen Menditéguy und Moss, dessen Cooper genau zwei Sekunden auf die Pole-Zeit fehlte. Die dritte Startreihe bestand aus Schell auf Platz acht, Godia auf der neun und Horace Gould im privaten Maserati auf dem letzten Startplatz.

### Rennen
Im Vorfeld zum Rennen errechnete das Rob Walker Racing Team, das ein Reifenwechsel aller vier Räder von Moss Cooper mehrere Minuten Zeit in Anspruch nehmen würde. Aufgrund der Tatsache, dass die Renndistanz wegen großer Hitze verkürzt wurde, entschied das Team daraufhin Moss das gesamte Rennen durchfahren zu lassen, ohne Boxenstopps. Dies stellte einen Vorteil gegenüber der Konkurrenz dar, die auf eine Ein-Stopp-Strategie setzte. Diese andere Strategie war Moss einzige Chance auf den Rennsieg, da der Cooper einen um knapp 80 PS schwächeren Motor als die Ferrari und Maserati besaß und somit nur bedingt siegfähig war.
Das Startduell entschied Behra für sich und er führte nach der ersten Runde vor Hawthorn und Fangio. Collins, der von Platz drei gestartet war, schied bereits in der ersten Rennrunde aufgrund einer gebrochenen Halbwelle aus. Dies war der einzige Ausfall des Rennens, alle anderen neun Fahrer erreichten das Ziel.
In der zweiten Runde übernahm Hawthorn die Führung und auch Fangio gelang es, Behra zu überholen. Hawthorn duellierte sich im Anschluss mit Fangio und behielt Platz eins bis zur neunten Runde. In dieser ging Fangio an ihm vorbei, um das letzte Mal in seiner Karriere einen Formel-1-Grand-Prix anzuführen.
Zur Halbzeit des Rennens zeigten die italienischen Frontmotorbetriebenen Wagen Zeichen von Überhitzung, bedingt durch die Regeländerung des zu verwendenden Kraftstoffes, da Alkohol den Motor weniger heiß werden ließ als das neue Benzingemisch. Moss, der versuchte das Rennen durchzufahren, machte somit mehrere Positionen gut, indem er Musso überholte und auf Hawthorn und Behra aufschloss, die ihre Boxenstopps begannen. Somit lag Moss auf Platz zwei hinter Fangio. Nachdem auch Fangio – er erlitt einen Reifenschaden und verlor etwas Zeit – an der Box war, lautete ab Runde 35 die neue Reihenfolge Moss vor Behra und Musso. Behra leistete sich auf Platz zwei liegend einen Fahrfehler und fiel durch den Dreher einige Positionen zurück, und auch Fangio verlor Zeit auf die Spitze, da sein Wagen Motorenprobleme hatte.
Musso attackierte Moss nicht und hielt Abstand zu ihm, mit der Vermutung, dass Moss noch einmal an die Box kommen müsste. Diese Vermutung wurde verstärkt durch die Mechaniker des Rob Walker Racing Teams rund um Alf Francis, mit dem Moss diese Strategie entwickelte, die einen bevorstehenden Reifenwechsel vorbereiteten. Moss Strategie war jedoch das Rennen komplett durchzufahren und dies ging auf. Er musste gegen Ende des Rennens jedoch seine Reifen kühlen – dies tat Moss, indem er unter anderem absichtlich mit den Reifen ins Gras fuhr – da sich an einem Hinterreifen langsam die Lauffläche abzulösen drohte. Als Musso erkannte, dass Moss keine Reifen mehr wechseln würde, war es zu spät noch aufzuholen und Moss gewann das Rennen mit einem knappen Vorsprung von etwa drei Sekunden.
Der erste Sieg für einen Cooper-Wagen bedeutete gleichzeitig den ersten Sieg eines privat eingesetzten Wagens sowie den ersten Sieg eines Mittelmotorbetriebenen Fahrzeugs in der Formel 1. Dieser Sieg war der Beginn einer Evolution in der Formel 1, bei dem sich das Mittelmotorkonzept – bislang von vielen führenden Herstellern wie Enzo Ferrari als „bizarr“ abgestempelt – innerhalb weniger Jahre schlagartig durchsetzte. Cooper wies in der Formel-1-Saison 1958 noch nicht den nötigen Rennspeed auf um konstant um Siege mitzufahren, doch dieser Erfolg war der Beginn eines Prozesses, der in der Automobil-Weltmeisterschaft 1959 und der Automobil-Weltmeisterschaft 1960 seine Fortsetzung fand und die Frontmotorwagen in den darauffolgenden Jahren vollständig aus der Formel 1 verdrängte, da auch andere Teams die Vorteile eines Motors, der hinter dem Fahrer positioniert war, erkannten.
Musso und Hawthorn komplettierten das Podium, Fangio wurde Vierter und Behra vervollständigte mit Platz fünf die Punkteränge. Den Punkt für die schnellste Rennrunde erhielt Fangio, für ihn war es die letzte schnellste Rennrunde seiner Karriere. In der Fahrerwertung übernahm Moss vor Behra die Führung, die Konstrukteurswertung führte erstmals Cooper vor Ferrari und Maserati an.

## Meldeliste
| Team                   | Nr. | Fahrer             | Chassis            | Motor           | Reifen |
| ---------------------- | --- | ------------------ | ------------------ | --------------- | ------ |
| Scuderia Sud Americana | 02  | Juan Manuel Fangio | Maserati 250F      | Maserati 2.5 L6 | P      |
| Scuderia Sud Americana | 06  | Carlos Menditéguy  | Maserati 250F      | Maserati 2.5 L6 | P      |
| Ken Kavanagh           | 04  | Jean Behra         | Maserati 250F      | Maserati 2.5 L6 | P      |
| Jo Bonnier             | 08  | Harry Schell       | Maserati 250F      | Maserati 2.5 L6 | P      |
| Franzisko Godia-Sales  | 10  | Paco Godia         | Maserati 250F      | Maserati 2.5 L6 | P      |
| HH Gould               | 12  | Horace Gould       | Maserati 250F      | Maserati 2.5 L6 | D      |
| RRC Walker Racing Team | 14  | Stirling Moss      | Cooper T43         | Climax 1.9 L4   | C      |
| Scuderia Ferrari       | 16  | Luigi Musso        | Ferrari Dino 246F1 | Ferrari 2.4 V6  | E      |
| Scuderia Ferrari       | 18  | Peter Collins      | Ferrari Dino 246F1 | Ferrari 2.4 V6  | E      |
| Scuderia Ferrari       | 20  | Mike Hawthorn      | Ferrari Dino 246F1 | Ferrari 2.4 V6  | E      |

## Klassifikationen

### Qualifying
| Pos. | Fahrer             | Konstrukteur  | Zeit   | Start |
| ---- | ------------------ | ------------- | ------ | ----- |
| 01   | Juan Manuel Fangio | Maserati      | 1:42,0 | 01    |
| 02   | Mike Hawthorn      | Ferrari       | 1:42,6 | 02    |
| 03   | Peter Collins      | Ferrari       | 1:42,6 | 03    |
| 04   | Jean Behra         | Maserati      | 1:42,7 | 04    |
| 05   | Luigi Musso        | Ferrari       | 1:42,9 | 05    |
| 06   | Carlos Menditéguy  | Maserati      | 1:43,7 | 06    |
| 07   | Stirling Moss      | Cooper-Climax | 1:44,0 | 07    |
| 08   | Harry Schell       | Maserati      | 1:44,2 | 08    |
| 09   | Paco Godia         | Maserati      | 1:49,3 | 09    |
| 10   | Horace Gould       | Maserati      | 1:51,7 | 10    |

### Rennen
| Pos. | Fahrer             | Konstrukteur  | Runden | Stopps | Zeit       | Start | Schnellste Runde |
| ---- | ------------------ | ------------- | ------ | ------ | ---------- | ----- | ---------------- |
| 01   | Stirling Moss      | Cooper-Climax | 80     | 0      | 2:19:33,7  | 07    |                  |
| 02   | Luigi Musso        | Ferrari       | 80     | 1      | + 2,7      | 05    |                  |
| 03   | Mike Hawthorn      | Ferrari       | 80     | 1      | + 12,6     | 02    |                  |
| 04   | Juan Manuel Fangio | Maserati      | 80     | 1      | + 53,0     | 01    | 1:41,8           |
| 05   | Jean Behra         | Maserati      | 78     | 1      | + 2 Runden | 04    |                  |
| 06   | Harry Schell       | Maserati      | 77     |        | + 3 Runden | 08    |                  |
| 07   | Carlos Menditéguy  | Maserati      | 76     |        | + 4 Runden | 06    |                  |
| 08   | Paco Godia         | Maserati      | 75     |        | + 5 Runden | 09    |                  |
| 09   | Horace Gould       | Maserati      | 71     |        | + 9 Runden | 10    |                  |
| –    | Peter Collins      | Ferrari       | 0      | 0      | DNF        | 03    | –                |

## WM-Stand nach dem Rennen
Die ersten fünf des Rennens bekamen 8, 6, 4, 3, 2 Punkte. Der Fahrer mit der schnellsten Rennrunde erhielt zusätzlich 1 Punkt. Es zählten nur die sechs besten Ergebnisse aus elf Rennen. In der Konstrukteurswertung zählten nur die Punkte des bestplatzierten Fahrers.

### Fahrerwertung
| Pos. | Fahrer             | Konstrukteur  | Punkte |
| ---- | ------------------ | ------------- | ------ |
| 01   | Stirling Moss      | Cooper-Climax | 8      |
| 02   | Luigi Musso        | Ferrari       | 6      |
| 03   | Mike Hawthorn      | Ferrari       | 4      |
| 04   | Juan Manuel Fangio | Maserati      | 4      |
| 05   | Jean Behra         | Maserati      | 2      |

| Pos. | Fahrer            | Konstrukteur | Punkte |
| ---- | ----------------- | ------------ | ------ |
| 06   | Harry Schell      | Maserati     | 0      |
| 07   | Carlos Menditéguy | Maserati     | 0      |
| 08   | Paco Godia        | Maserati     | 0      |
| 09   | Horace Gould      | Maserati     | 0      |
| –    | Peter Collins     | Ferrari      | 0      |

### Konstrukteurswertung
| Pos. | Konstrukteur  | Punkte |
| ---- | ------------- | ------ |
| 01   | Cooper-Climax | 8      |
| 02   | Ferrari       | 6      |
| 03   | Maserati      | 3      |